# Asimina Kaplani
Asimina Kaplani  (født 27. oktober 1983 i Grækenland) er en kvindelig tidligere tennisspiller fra Grækenland.
Asimina Kaplani højeste rangering på WTA-single-rangliste var som nummer 733, hvilket hun opnåede 8. maj 2000. I double er den bedste placering nummer 474, hvilket blev opnået 19. august 2002. 